# Tourenwagen-Europameisterschaft 2004
Die Tourenwagen-Europameisterschaft 2004 war die bisher letzte Saison der Europameisterschaft für Tourenwagen Im darauffolgenden Jahr erhielt sie den Status Tourenwagen-Weltmeisterschaft. Die Saison umfasste 10 Stationen, bei denen jeweils 2 Läufe gefahren wurden. Den Europameisterschaftstitel sicherte sich der Brite Andy Priaulx auf BMW.

## Kalender
| Rennen | Datum         | Land                         | Strecke                          | Sieger              | Marke und Modell     |
| ------ | ------------- | ---------------------------- | -------------------------------- | ------------------- | -------------------- |
| 1      | 28. März      | Italien                      | Autodromo Nazionale di Monza     | Gabriele Tarquini   | Alfa Romeo 156 S2000 |
| 2      | 28. März      | Italien                      | Autodromo Nazionale di Monza     | Jörg Müller         | BMW 320i             |
| 3      | 18. April     | Spanien                      | Circuit Ricardo Tormo            | Gabriele Tarquini   | Alfa Romeo 156 S2000 |
| 4      | 18. April     | Spanien                      | Circuit Ricardo Tormo            | Fabrizio Giovanardi | Alfa Romeo 156 S2000 |
| 5      | 2. Mai        | Frankreich                   | Circuit de Nevers Magny-Cours    | Dirk Müller         | BMW 320i             |
| 6      | 2. Mai        | Frankreich                   | Circuit de Nevers Magny-Cours    | Andy Priaulx        | BMW 320i             |
| 7      | 16. Mai       | Deutschland                  | Hockenheimring Baden-Württemberg | Andy Priaulx        | BMW 320i             |
| 8      | 16. Mai       | Deutschland                  | Hockenheimring Baden-Württemberg | Jörg Müller         | BMW 320i             |
| 9      | 30. Mai       | Tschechien                   | Automotodrom Brno                | Andy Priaulx        | BMW 320i             |
| 10     | 30. Mai       | Tschechien                   | Automotodrom Brno                | Dirk Müller         | BMW 320i             |
| 11     | 27. Juli      | Vereinigtes Königreich       | Donington Park                   | James Thompson      | Alfa Romeo 156 S2000 |
| 12     | 27. Juli      | Vereinigtes Königreich       | Donington Park                   | Andy Priaulx        | BMW 320i             |
| 13     | 31. Juli      | Belgien                      | Circuit de Spa-Francorchamps     | Dirk Müller         | BMW 320i             |
| 14     | 31. Juli      | Belgien                      | Circuit de Spa-Francorchamps     | Jörg Müller         | BMW 320i             |
| 15     | 5. September  | Italien                      | Autodromo Enzo e Dino Ferrari    | Gabriele Tarquini   | Alfa Romeo 156 S2000 |
| 16     | 5. September  | Italien                      | Autodromo Enzo e Dino Ferrari    | Gabriele Tarquini   | Alfa Romeo 156 S2000 |
| 17     | 19. September | Deutschland                  | Motorsport Arena Oschersleben    | Andy Priaulx        | BMW 320i             |
| 18     | 19. September | Deutschland                  | Motorsport Arena Oschersleben    | Rickard Rydell      | Seat Toledo Cupra    |
| 19     | 8. Oktober    | Vereinigte Arabische Emirate | Dubai Autodrome                  | Gabriele Tarquini   | Alfa Romeo 156 S2000 |
| 20     | 8. Oktober    | Vereinigte Arabische Emirate | Dubai Autodrome                  | Gabriele Tarquini   | Alfa Romeo 156 S2000 |

## Punktestand

### Fahrer
| Pl. | Fahrer              | Punkte |
| --- | ------------------- | ------ |
| 1.  | Andy Priaulx        | 111    |
| 2.  | Dirk Müller         | 111    |
| 3.  | Gabriele Tarquini   | 106    |
| 4.  | Jörg Müller         | 93     |
| 5.  | Fabrizio Giovanardi | 63     |
| 6.  | Augusto Farfus      | 54     |
| 7.  | Antonio García      | 43     |
| 8.  | Jordi Gené          | 39     |
| 9.  | James Thompson      | 37     |
| 10. | Rickard Rydell      | 29     |

| Pl. | Fahrer             | Punkte |
| --- | ------------------ | ------ |
| 11. | Frank Diefenbacher | 29     |
| 12. | Tom Coronel        | 25     |
| 13. | Kurt Mollekens     | 9      |
| 14. | Salvatore Tavano   | 8      |
|     | Alessandro Zanardi | 8      |
| 16. | Luca Rangoni       | 6      |
| 17. | Alessandro Balzan  | 3      |
|     | Michele Bartyan    | 3      |
| 19. | Carl Rosenblad     | 2      |
| 20. | Stefano d’Aste     | 1      |

### Independents Trophy
| Pl. | Fahrer            | Punkte |
| --- | ----------------- | ------ |
| 1.  | Tom Coronel       | 140    |
| 2.  | Salvatore Tavano  | 106    |
| 3.  | Alessandro Balzan | 91     |
| 4.  | Luca Rangoni      | 82     |
| 5.  | Michele Bartyan   | 76     |
|     | Carl Rosenblad    | 76     |
| 7.  | Stefano d’Aste    | 58     |
| 8.  | Simon Harrison    | 45     |

| Pl. | Fahrer            | Punkte |
| --- | ----------------- | ------ |
| 9.  | Toni Ruokonen     | 29     |
| 10. | Sebastian Grunert | 22     |
| 11. | Sandro Sardelli   | 16     |
| 12. | Roland Asch       | 11     |
| 13. | Thomas Klenke     | 8      |
| 14. | Paulien Zwart     | 7      |
| 15. | Klaas Zwart       | 3      |

### Teams
| Pl. | Fahrer                  | Punkte |
| --- | ----------------------- | ------ |
| 1.  | AutoDelta Squadra Corse | 220    |
| 2.  | BMW Team Deutschland    | 205    |
| 3.  | Racing Bart Mampey      | 120    |
| 4.  | SEAT Sport              | 95     |
| 5.  | BMW Team Italy-Spain    | 51     |

| Pl. | Fahrer             | Punkte |
| --- | ------------------ | ------ |
| 6.  | Carly Motors       | 25     |
| 7.  | Oregon Team        | 17     |
| 8.  | JAS Motorsport     | 3      |
| 9.  | Crawford Racing    | 2      |
| 10. | Proteam Motorsport | 1      |

### Hersteller
| Pl. | Fahrer     | Punkte |
| --- | ---------- | ------ |
| 1.  | BMW        | 220    |
| 2.  | Alfa Romeo | 205    |
| 3.  | Seat       | 120    |